# ليندا مطر
ليندا مطر (1925 - 2023) رئيسة «لجنة حقوق المرأة اللبنانية»، وعضوة في قيادة «الاتحاد النسائي الديموقراطي العالمي»، لقبت ببلدها لبنان "الأيقونة اللبنانية"، إذ لم تفقد حتى السنوات الأخيرة من حياتها، إيمانها وعزيمتها في التغيير وتحقيق المساواة بين الجنسين. اختارتها المجلة الفرنسية «ماري كلير» في العام 1995 لتكون من بين مئة سيدة حركن العالم، كما منحها الرئيس اللبناني ميشال سليمان وسام الأرز الوطني من رتبة ضابط.

## بداياتها
ولدت ليندا في 25 ديسمبر عام 1925 من عائلة متوسطة الحال. بدأت دراستها في مدرسة دار المحبة في بيروت، ثم انتقلت إلى مدرسة الناصرة. بعد أن أنهت المرحلة المتوسطة، اضطرت إلى ترك المدرسة لظروفٍ مادية، فعملت في معمل جوارب حيث تفتحت عيونها على معاناة المرأة في مجال العمل. ساعات طويلة من الكدح المتواصل كل يوم، مقابل أجور زهيدة مقارنةً بأجور الرجال، وتهميش لقدرات المرأة في شتى المجالات.
عندما بلغت السادسة عشرة من عمرها، أكملت دراستها الثانوية ليلاً، لتعمل خلال النهار. تزوجت في سن مبكرة، من شاب أرمني دعمها في كل خطواتها النضالية، وهي أمٌ لثلاثة أولاد. انتسبت إلى «جمعية حقوق المرأة اللبنانية» في بداية الخمسينيات حيث تدرجت من عضو عادي إلى رئيسة الجمعية، عام 1978. من قلب هذه الجمعية، بدأت مسيرة ليندا التي توّجت بالعديد من النجاحات، منها تأسيس هيئات نسائية كلجنة الأمهات في لبنان، والهيئة اللبنانية لمناهضة العنف ضد المرأة.

## إنجازاتها
ناضلت مطر خلال أكثر من أربعين عاماً من أجل حقوق المرأة ومساواتها مع الرجل، وذلك من خلال الجمعيات غير الحكومية التي أسستها.
انتخبت رئيسة للمجلس النسائي سنة 1996 لمدة أربع سنوات، وترشحت للانتخابات النيابية في السنة نفسها، ولكنها لم تنجح. شاركت في العديد من المؤتمرات العربية والإقليمية كمؤتمرات الامم المتحدة في المكسيك، كوبنهاغن، نيوروبي، وبكين (حيث قدمت محاضرة عن «المرأة والنزاعات المسلحة»).
رسخت ليندا أيضاً قلمها في خدمة القضايا التي دافعت عنها، فكتبت العديد من المقالات حول موضوع المرأة، الديمقراطية وحقوق الإنسان. ونشير أيضاً إلى أنها انتخبت عضواً في مكتب «المجلس الاقتصادي والاجتماعي» في لبنان.

## جوائز
حازت ليندا مطر على أكثر من تكريم من عدة جمعيات مدنية، منها الحركة الثقافية في انطلياس والمجلس النسائي اللبناني. سلّمت وسام الأرز اللبناني سنة 1998، ولقبت برائدة العمل النسائي للعام 2002 وكرمتها الشيخة فاطمة بنت مبارك.